# シギダチョウ科
シギダチョウ科（シギダチョウか、Tinamidae）は、鳥綱シギダチョウ目に分類される科。IOC World Bird List (v11.1)やClements Checklist (v2019)では本科のみでシギダチョウ目を構成する。一方でBirdLife Internationalでは2020年の時点で本科をダチョウ目に分類している。

## 分布
メキシコ南部以南の北アメリカ大陸、南アメリカ大陸

## 形態
最小種はマメシギダチョウで全長15センチメートル。オスよりもメスの方がやや大型になる。頸部は長い。尾羽は短い。
嘴は細長く、下方へ湾曲する。第1趾は第2 - 4趾よりも上方にあり、小型で種によっては退化している。
古顎類の中で唯一、竜骨突起を持ち胸筋が発達し、短距離なら飛ぶことができる。

## 分類
伝統的に、単独でシギダチョウ目を構成してきた。古口蓋型の口蓋を持つため、ダチョウ目などと共に古顎類に分類される。
かつて古顎類は、竜骨突起を持つ深胸類 Carinatae（シギダチョウ目のみ）と、竜骨突起を失った平胸類 Ratitae （他の全ての目）に分かれ、互いに姉妹群だと考えられていた。Mayr (1979) はその考えに従い、平胸類の目を統合し広義のダチョウ目とし、Sibley分類もそれを踏襲した。
しかしDNAシーケンス解析により、平胸類は側系統であることが判明した。ダチョウ目以外の古顎類が単系統をなす可能性が高いが、シギダチョウ目の姉妹群がレア目なのかヒクイドリ目+キーウィ目なのかは不確実である。「シギダチョウ」という名に反し、ダチョウとは（もちろんシギとも）特に近縁ではない。
|  | レア目                                                      |
|  |                                                             |
|  | シギダチョウ目                                              |
|  |                                                             |
|  | \| \| ヒクイドリ目 \| \| \| \| \| \| キーウィ目 \| \| \| \| |
|  |                                                             |
|  | ヒクイドリ目                                                |
|  |                                                             |
|  | キーウィ目                                                  |
|  |                                                             |

|  | ヒクイドリ目 |
|  |              |
|  | キーウィ目   |
|  |              |

|  | レア目                                                      |
|  |                                                             |
|  | シギダチョウ目                                              |
|  |                                                             |
|  | \| \| ヒクイドリ目 \| \| \| \| \| \| キーウィ目 \| \| \| \| |
|  |                                                             |
|  | ヒクイドリ目                                                |
|  |                                                             |
|  | キーウィ目                                                  |
|  |                                                             |

|  | ヒクイドリ目 |
|  |              |
|  | キーウィ目   |
|  |              |

以下の分類・英名は、IOC World Bird List(v11.1)に従う。和名は山階（1986）に従う。
- ヒメシギダチョウ属 Crypturellus
  - Crypturellus atrocapillus ズグロシギダチョウ Black-capped tinamou
  - Crypturellus bartletti オトメシギダチョウ Bartlett's tinamou
  - Crypturellus berlepschi ススグロシギダチョウ Berlepsch's tinamou
  - Crypturellus boucardi モリシギダチョウ Slaty-breasted tinamou
  - Crypturellus brevirostris アマゾンシギダチョウ Rusty tinamou
  - Crypturellus casiquiare トラフシギダチョウ Barred tinamou
  - Crypturellus cinereus ムジシギダチョウ Cinereous tinamou
  - Crypturellus cinnamomeus ヤブシギダチョウ Thicket tinamou
  - Crypturellus duidae アオアシシギダチョウ Grey-legged tinamou
  - Crypturellus erythropus アカアシシギダチョウ Red-legged tinamou
  - Crypturellus kerriae コシジマシギダチョウ Choco tinamou
  - Crypturellus noctivagus キアシシギダチョウ Yellow-legged tinamou
  - Crypturellus obsoletus チャイロシギダチョウ Brown tinamou
  - Crypturellus parvirostris コバシシギダチョウ Small-billed tinamou
  - Crypturellus ptaritepui メジロシギダチョウ Tepui tinamou
  - Crypturellus soui コシギダチョウ Little tinamou
  - Crypturellus strigulosus ブラジルシギダチョウ Brazilian tinamou
  - Crypturellus transfasciatus マミジロシギダチョウ Pale-browed tinamou
  - Crypturellus tataupa ヒメシギダチョウ Tataupa tinamou
  - Crypturellus undulatus シロハラシギダチョウ Undulated tinamou
  - Crypturellus variegatus ムネアカシギダチョウ Variegated tinamou

- カンムリシギダチョウ属 Eudromia
  - Eudromia elegans カンムリシギダチョウ Elegant crested tinamou
  - Eudromia formosa ミコシギダチョウ Quebracho crested tinamou

- タカネシギダチョウ属 Nothocercus
  - Nothocercus bonapartei タカネシギダチョウ Highland tinamou
  - Nothocercus julius チャバラシギダチョウ Tawny-breasted tinamou
  - Nothocercus nigrocapillus コモンシギダチョウ Hooded tinamou

- ハシボソシギダチョウ属 Nothoprocta
  - Nothoprocta cinerascens アレチシギダチョウ Brushland tinamou
  - Nothoprocta curvirostris ハシボソシギダチョウ Curve-billed tinamou
  - Nothoprocta pentlandii アンデスシギダチョウ Andean tinamou
  - Nothoprocta perdicaria チリーシギダチョウ Chilean tinamou
  - Nothoprocta ornata ゴマダラシギダチョウ Ornate tinamou（ペルーシギダチョウN. kalinowskiiはシノニムとされる）
  - Nothoprocta taczanowskii ハシナガシギダチョウ Taczanowski's tinamou

- ウズラシギダチョウ属 Nothura
  - Nothura boraquira ウズラシギダチョウ White-bellied nothura
  - Nothura darwinii ダーウィンシギダチョウ Darwin's nothura
  - Nothura maculosa マダラシギダチョウ Spotted nothura
  - Nothura minor ヒメウズラシギダチョウ Lesser nothura

- Rhynchotus
  - Rhynchotus maculicollis Huayco tinamou
  - Rhynchotus rufescens  Red-winged tinamou

- マメシギダチョウ属 Taoniscus
  - Taoniscus nanus マメシギダチョウ Dwarf tinamou

- ミツユビシギダチョウ属 Tinamotis
  - Tinamotis ingoufi パタゴニアシギダチョウ Patagonian tinamou
  - Tinamotis pentlandii ミツユビシギダチョウ Puna tinamou

- オオシギダチョウ属 Tinamus
  - Tinamus guttatus ノドジロシギダチョウ White-throated tinamou
  - Tinamus major オオシギダチョウ Great tinamou
  - Tinamus osgoodi クロシギダチョウ Black tinamou
  - Tinamus solitarius オバシギダチョウ Solitary tinamou
  - Tinamus tao ハイイロシギダチョウ Grey tinamou

## 生態
森林や低木林・草原などに生息する。地表棲。走行は得意だが、持久力に乏しく短距離しか走行できない。飛翔することはできるが、飛翔力は強くない。危険を感じると地面の窪みや茂みに逃げ込み静止する。
消化器官の内容物の調査から、植物の芽、根、果実、種子、昆虫などを食べると考えられている。
繁殖様式は卵生。婚姻様式は主に一夫多妻。地面の窪みに直接産卵するか、窪みに草や木の枝を敷いた巣に、卵を産む。1 - 12個の卵を産むとされるが、後述する理由により複数個体が産卵した数だと考えられている。1つの巣に複数羽のメスが産卵することもあり、1羽のメスが複数個の巣に産卵することもある。オスのみが抱卵・育雛を行う。

## 人間との関係
生息地では食用とされることもある。
森林伐採や農地開発・野焼きによる生息地の破壊、狩猟などにより生息数が減少している種もいる。